# Sarrebourg Moselle-Sud Handball
Maillots
Actualités
Dernière mise à jour : 21 octobre 2023.
Le Sarrebourg Moselle-Sud Handball, précédemment nommé Handball Club de Sarrebourg, est un club de handball français fondé en 1970 à Sarrebourg en Lorraine. Le SMS Handball est l'un des meilleurs clubs de la région Grand Est et possède la meilleure équipe masculine de Moselle. 
Il évolue en Nationale 1 depuis la saison 2013-14. À la suite de l'arrêt définitif de la saison 2019-2020 liée au Covid-19, Sarrebourg obtient en avril 2020 sa montée en Proligue (D2).

## Histoire
Créé en 1970, l’association « Handball Club de Sarrebourg » a longtemps abrité une pratique masculine adulte en compétition. Les compétiteurs pour beaucoup issus des régiments de la ville utilisaient un à deux créneaux hebdomadaires jusqu’au début des années 1980. A cette époque, un à deux équipes de jeunes complétaient les deux équipes séniors masculines.
Au début des années 1990, l’association regroupe une soixantaine de licenciés répartis au sein de quatre équipes.
Au tournant des années 1990/2000, l’école de handball (moins de 12 ans), des équipes minimes, cadettes et juniors viennent étoffer la structure et les effectifs (moins de 100 licenciés).
Tout au long des années 2000, le travail entrepris à la fin de la décennie précédente porte ses fruits : l’école de hand est labellisée, le baby-hand est créé (2003/2004), les éducateurs (« emplois-jeunes) interviennent dans les écoles (aménagement des Rythmes Scolaires, Contrat Educatif Local).
La structure compte rapidement plus de 120 licenciés répartis dans 8 équipes dont 1 féminine, nous sommes en 2005. L’équipe fanion a gravi les marches du plus haut niveau régional (accession en pré-nationale à l’issue de la saison 2001/2002). Le club compte à cette époque un salarié à mi-temps après le départ de son emploi-jeune pour la maison d’enfants de Lettenbach.
Entre-temps les moins de 18 du club trois fois champions de Lorraine, les moins de 12 ans deux fois champions de Moselle et les moins de 14 ans champions de Moselle et de Lorraine, ont garni la vitrine du club.
En effet, le projet club établi et réactualisé régulièrement fixe un cadre d’objectifs et se décline en une politique de formation cohérente. Le club accueille 6 à 7 brevets d’état, autant de cadres fédéraux.
L’accession en Nationale 2 à l’issue d’une unique saison en N3 dynamise encore plus l’association et renforce son attractivité. Le nombre de licenciés progresse à tous « les étages » et dans tous les genres, une équipe moins de 14 filles est constituée, la mixité se concrétise au sein de l’école de handball. Le partenariat avec la Maison d’Enfants de Lettenbach s’affirme, un éducateur du club initie les enfants de la M.E.C.S. 
Face à l’affluence lors des rencontres de l’équipe fanion, une équipe de bénévoles s’est constituée pour accueillir les 400 à 800 spectateurs attirés par le spectacle offert pendant le match et lors de sa mi-temps. Près de 20 personnes tiennent buvettes, barbecue, espace partenaires…
Dates clés
- 1970 : création du club.
- 2013 : le club accède en Nationale 1 (3e division nationale).
- 2017 : sous l'impulsion du président du club, Christian Reinhardt, le club abandonne son nom originel, Handball Club de Sarrebourg et devient le Sarrebourg Moselle-Sud Handball[1]. En éliminant le Dijon Métropole Handball, le club atteint les seizièmes de finale de Coupe de France 2017-2018.
- 2019 : le club obtient le statut de club semi-professionnel[2].
- 2020 : le club accède en Division 2.
- 2024 : création de la société coopérative d'intérêt collectif par actions simplifiée destinée à la gestion de l'équipe professionnelle.